# Melanophthalma creba
Melanophthalma creba là một loài bọ cánh cứng trong họ Latridiidae. Loài này được Mika miêu tả khoa học năm 2000.